# Liomera tristis
Liomera tristis är en kräftdjursart som först beskrevs av James Dwight Dana 1852.  Liomera tristis ingår i släktet Liomera och familjen Xanthidae. Inga underarter finns listade i Catalogue of Life.